# Ботю Шанов
Ботю Иванов Шанов е български лекар и общественик. Многостранно надарена и активна личност.

## Биография
Роден е в Габрово на 4 февруари 1885 г. Завършва Априловската гимназия през 1903 г. Следва медицина в Бон, Германия.
Той е детски лекар (педиатър) и педагог. Издава книги по възпитанието и проблемите на децата. „Ненормалните прояви у нормалните деца“ от 1937 г. предизвиква огромен интерес, става настолен съветник на родители и учители. „Разберете децата“ е отпечатана през 1947 г.
Учител е по немски език в Габрово: в Априловската гимназия (1 септември 1926 – 23 септември 1928) и Техническото училище. Преподавател е в Държавното висше училище за финансови и административни науки (сега УНСС) в София.
Съставител е на българо-немски речници и много добър преводач от немски език. Преведената от него „Възпитанието в нова Европа“ е с рецензент Гр. Пенчов, който изтъква, че д-р Шанов е постигнал „леко четима на езика ни книга“.
В периода от 1919 до 1924 г. е подпредседател на читалище „Априлов – Палаузов“ в Габрово. Режисира постановки на читалищния театър. Личните му качества – високо благородство, широка ерудиция, тънко познаване на човешката душа, му помагат изключително много за поставяне на пиеси. Актьорите го слушат с голямо внимание и се отнасят към него с огромно уважение. Поставя пиесата „Големанов“, когато Кръстьо Сарафов гостува в Габрово заедно със съпругата си Елена Денчева. Други режисирани от него пиеси са: „Край мътния поток“, „Сватбата на Кречински“, „Змейова сватба“, „Люти клетви“ (от Ст. Савов) и др.
Проявява траен интерес към делото на Васил Априлов и написва статиите „Априлов като дарител“ и „Априлов за образованието“.
Касиер е на Историографско дружество „Габрово“. Член е на Философско-математичното общество в Габрово, записан под № 606.
Завършва земния си път през 1955 г.